# Abigail Dean
Abigail Dean (Manchester, ...) è un'avvocata e scrittrice britannica che vive nella parte sud di Londra.

## Biografia
È nata a Manchester e cresciuta a Hayfield. Successivamente si è spostata a Cambridge per studiare letteratura inglese. Dopo aver conseguito il titolo di studio universitario ha seguito un diploma in legge per postgraduati, specializzandosi, alla fine, in diritto informatico e grazie a tale titolo ha iniziato la sua carriera lavorativa. Attualmente lavora in Google come avvocato.
Nel 2019 è stato indicato che ha ricevuto una somma a sei cifre dalla casa editrice HarperCollins per due romanzi:  "La ragazza A" e un altro inedito (The Conspiracies). È stato riportato che ha ricevuto una somma a sette cifre dalla casa editrice Viking Press.
Il libro "La ragazza A" è stato indicato tra i 6 migliori libri crimine/thriller di gennaio 2021 e i 10 migliori libri di gennaio 2021; dal debutto ha conquistato il secondo posto tra i bestseller del The Sunday Times in una sola settimana e Sony realizzerà un adattamento cinematografico. È entrato anche nei bestseller di The New York times.

## Opere
- La Ragazza A (Girl A, Londra, HarperCollins, 2021, ISBN 9780008389055; New York, Viking, 2021, ISBN 978-0593295847)
- ?? (Day One, HarperCollins, la prima data di pubblicazione è fissata per il 19 Luglio 2023[11])
- ?? (The Conspiracies, HarperCollins, in scrittura)

## Filmografia
Sony ha acquisito i diritti cinematografici del libro "La ragazza A" e verrà realizzata una serie limitata diretta da Johan Renck.